# Highland (album)
Pour les articles homonymes, voir Highland.
Highland est le premier album studio du groupe suédois One More Time, sorti en 1992, qui lance sa carrière internationale avec la sortie du single éponyme, qui culmine à la deuxième place en Suède. 

## Liste des pistes
Toutes les chansons écrites par Peter Grönvall, Ulf Söderberg et Nanne Nordqvist, sauf indication contraire.
1. Highland 5:26
2. Calming Rain 4:18
3. No One Else Like You 4:07
4. Turn Out the Light 4:38
5. No Romance (Grönvall, Söderberg, Nordqvist, Angelique Widengren) 4:39
6. Ghostwarning 0:47
7. Here Comes the Ghost 4:10
8. Don't Believe Them 4:30
9. Tonight 4:17
10. Vitality 4:51
11. I'll Show You Wonders 4:16
12. Autumn Hymn 1:10

## Classement
| Année     | Pays  | Position |
| --------- | ----- | -------- |
| 1992-1993 | Suède | 19       |